# Новоключниковский
Новоключниковский — посёлок в Сосковском районе Орловской области России.
Входит в состав муниципального образования Рыжковского сельского поселения.

## География
Расположен южнее деревни Ключниково на правом берегу реки Крома рядом с лесным массивом. Просёлочной дорогой соединён с Ключниково.

## История
По состоянию на 1927 год посёлок принадлежал Ефимовскому сельскому совету Лубянской волости Дмитровского уезда. Его население составляло 88 человек (44 мужчины и 44 женщины) при 15 хозяйствах.

## Население
| 2010 |
| ---- |
| 14   |